# Мартін Угер
Мартін Угер (словац. Martin Uher, 26 червня 1905 — 17 квітня 1991) — чехословацький футболіст, нападник. Праведник народів світу зі Словаччини.

## Футбольна кар'єра
Виступав на фланзі за «Братиславу», а також грав один сезон 1929/30 у чемпіонаті Чехословаччини за «Спарту» (Прага), де забив 1 гол.
Його кар'єра в «Спарті» завершилася травмою меніска і він повернувся до «Братислави», але після чергової травми коліна він повністю завершив кар'єру у 1934 році.

## Діяльність під час Другої світової війни
Під час Другої світової війни був партнером у текстильній торгівлі в Братиславі. Серед його єврейських друзів були Елізабет Флейшер, її батьки Чарльз і Регіна, а також її брат Пало. Під час депортації дівчат і молодих жінок навесні 1942 року Елізабет запропонувала притулок у домі своїх родичів у селі Віштук.
У 1943 році Карел Флейшер був звільнений. Його родині погрожували відправленням до трудового табору в Словаччині, тому Мартін Угер контрабандою перевіз їх до Угорщини.
Після німецького вторгнення в Угорщину в березні 1944 року він повернувся до Угорщини, щоб врятувати Флейшера від небезпеки, переправивши їх назад до Словаччини. Після початку Словацького національного повстання та німецького вторгнення до Словаччини наприкінці серпня 1944 року депортація євреїв була відновлена. Елізабет забрала його до родичів у Віштук, а батьків сховала в одному зі складів його компанії, де він переховував разом з ними інших нужденних євреїв — Магду Маркштейн з Нітри, Імріха Розенберга (пізніше Гайного), Мору Левіну та Герду Секелі. Він найняв Імріха Гайного у своїй крамниці та залишав його у своїй квартирі до кінця січня 1945 року, коли Гайний був заарештований гестапо в місті й депортований до Терезіна, де дожив до кінця війни. Прихованих євреїв також викрили та депортували до Терезина. Флейшери дожили до кінця війни і возз'єдналися з дітьми.
Після війни Мартін Угер і Елізабет Флейшер одружилися і народили сина. Через кілька років вони розлучилися, але залишилися друзями.
20 червня 1990 року Яд Вашем визнав Мартіна Угера Праведником народів світу.